# 绵毛石蝴蝶
绵毛石蝴蝶（学名：Petrocosmea kerrii var. crinita）为苦苣苔科石蝴蝶属下的一个变种。

## 扩展阅读
- 維基物種上的相關：绵毛石蝴蝶